# Anne Schilling
Anne Schilling é uma matemática estadunidense, especialista em combinatória algébrica, teoria de representação e física matemática. É professora de matemática da Universidade da Califórnia em Davis.

## Educação
Schilling obteve um Ph.D. em 1997 na Universidade de Stony Brook, com a tese Bose-Fermi Identities and Bailey Flows in Statistical Mechanics and Conformal Field Theory, orientada por Barry McCoy.

## Livros
Com Thomas Lam, Luc Lapointe, Jennifer Morse, Mark Shimozono e Mike Zabrocki é autora de {\displaystyle k}-Schur Functions and Affine Schubert Calculus (Fields Institute Monographs 33, Springer, 2014).
Com Isaiah Lankham e Bruno Nachtergaele é autora de Linear Algebra as an Introduction to Abstract Mathematics (World Scientific, 2016).
Com Daniel Bump publicou Crystal Bases: Representations and Combinatorics (World Scientific, 2017).
Foi eleita em 2019 fellow da American Mathematical Society